# Grevillea arenaria
Espèce
Classification phylogénétique
Grevillea arenaria est une espèce de plantes à fleurs de la famille des Proteaceae endémique dans le sud-ouest de la Nouvelle-Galles du Sud en Australie. C'est un arbuste élancé de 1 à 3 mètres de haut. Les feuilles simples, le plus souvent ovales font entre 1,5 et 7 cm de long sur 3 à 15 mm de large. Les fleurs, par groupes de 2 à 10, sont roses, rouges ou orange, avec la base verte ou jaune. La plante fleurit toute l'année avec une floraison plus abondante au printemps.
On le trouve dans les sols sablonneux des forêts clairsemées de la cordillère australienne entre une ligne passant par Narooma au sud et Sydney au nord.
Il en existe deux sous espèces:
- G. arenaria R.Br. subsp. arenaria
- G. arenaria subsp. canescens (R.Br.) Olde & Marriott